# Guillaume Amontons
Guillaume Amontons (1663-1705), physicien, ingénieur et académicien des sciences français, est la première personne à avoir proposé une valeur pour le zéro absolu. Il conçoit les plans du premier moteur à air chaud. Il a donné son nom à une loi physique relative au frottement sec entre solides. C'est également l'un des inventeurs du télégraphe optique.

## Biographie
Issu d'une famille de marchands merciers connue parfois sous le nom d'Amoutons, Guillaume Amontons est le fils d'Esther Du Bié et de Guillaume Amontons, avocat originaire de Normandie. Il étudia au collège jusqu'à ce qu'il soit frappé de surdité. C'est, aux dires de son biographe Fontenelle, en travaillant à la fabrication d'un perpetuum mobile qu'il se convainquit de la nécessité d'aborder la science des machines sous l'angle mathématique : il apprit le dessin, l'arpentage et l'architecture. Soucieux de mesurer l'effet des machines, il imagina un des premiers hygromètres et, en 1687, le présenta à l'Académie des Sciences.
Il proposa sans succès un modèle de baromètre à un fabricant parisien, M. Hubin,.
En 1695, il publie le seul livre écrit de sa plume : Remarques et expériences phisiques sur la construction d'une nouvelle Clepsidre, sur les Baromètres, Thermomètres & hygromètres. Au terme de la réforme de l'Académie, en 1699, il est reçu comme membre en reconnaissance de ses talents d'expérimentateur : « Il avoit un don singulier pour les expériences, des idées fines & heureuses, et beaucoup de ressources pour lever les inconvénients ; une grande dextérité pour l'exécution, & on croyoit voir revivre en lui M. Mariotte, si célèbre par les mêmes talens ».
Selon Fontenelle , Amontons fit la démonstration de la possibilité pratique du télégraphe optique devant Monseigneur (c’est-à-dire le Grand Dauphin Louis de France), et l’autre devant Madame (aussi appelée la Princesse Palatine, 1652-1722), épouse du frère de Louis XIV. Fontenelle ne mentionne pas le lieu de l’expérience, ni la date mais Fénelon mentionne les détails dans une lettre à un familier du roi de Pologne  qui permet de situer l'expérience entre août 1695 et début 1696. Rétrospectivement, il fut regardé comme un pionnier,, bien que son invention n'eût à son époque aucune application, regardée plus comme une curiosité.
En 1699, Guillaume Amontons publie les plans d'un « moulin à feu », qui ne sera cependant jamais construit. Si certains ont pu le comparer à un moteur à air chaud de type Stirling,, le principe est quand même très différent : il n'y a pas de piston, et la pression obtenue par chauffage est transformée en différence de hauteur d'eau entre les deux côtés d'une roue, ce qui la met directement en mouvement de rotation par le déséquilibre des poids ainsi provoqué,. Amontons calculait que la puissance théorique de son moulin à feu équivalait à celle de 39 chevaux. Amontons explique en détail dans son mémoire comment il parvient à calculer cette équivalence, jetant les bases d'un chemin qui mènera au début du XIXe siècle au concept de travail mécanique.
En travaillant sur ce moteur à air chaud, Amontons calcule une corrélation entre la pression et la température qui lui permet de préciser la loi de Boyle-Mariotte, l'une des lois de la thermodynamique constituant la loi des gaz parfaits, qui exprime que  {\displaystyle \displaystyle PV={\text{constante}}}. Il en tire également la conclusion qu'il existe un minimum de température, le zéro absolu,. Son estimation est d'environ -240 °C, la valeur réelle étant −273,15 °C.
En 1699, Amontons énonça que le frottement, entendu comme la résistance au mouvement sur un plan incliné, est proportionnel au poids du mobile sur un plan et non à l'étendue de la surface de contact. Il s'ensuivit une controverse avec Couplet père sur la question du rôle de cette surface.
Amontons se consacra ensuite au frottement des câbles de cabestan autour des poulies de marine. Il établit expérimentalement que la force nécessaire pour enrouler un câble autour d'une poulie est proportionnelle au diamètre du câble et à sa tension, et qu'elle est inversement proportionnelle au rayon de la poulie. Quatre-vingts ans plus tard, Coulomb, s'attaquant derechef à la question de la « roideur » des câbles, reprendra le dispositif d'Amontons, avant de devoir l'adapter aux torons de trois filins.
Il mourut à 42 ans d'une gangrène consécutive à une affection intestinale.

## Publications
- Remarques et expériences phisiques sur la construction d'une nouvelle clepsidre sur les barometres, termometres et higromètres, chez Jean Jombert, Paris, 1695 (lire en ligne)
- AMONTONS, dans Table générale des matières contenues dans l' "Histoire" et dans les "Mémoires de l'Académie royale des sciences", par la Compagnie des libraires, tome 2, Années 1699-1710, p. 25-28 (lire en ligne)